# Amblystegium paludosum
Amblystegium paludosum là một loài Rêu trong họ Amblystegiaceae. Loài này được A.J. Hansen mô tả khoa học đầu tiên năm 1903.